# Apatura albopunctata
Apatura albopunctata är en fjärilsart som beskrevs av Robert Christopher Tytler 1915. Apatura albopunctata ingår i släktet Apatura och familjen praktfjärilar. Inga underarter finns listade i Catalogue of Life.